# Marcelo Saralegui
Marcelo Saralegui (Montevideo, 18 mei 1971) is een voormalig  profvoetballer uit Uruguay. Hij speelde als middenvelder en was onder meer actief in Uruguay, Italië en Argentinië. Saralegui beëindigde zijn actieve carrière in 2004 bij Uruguay Montevideo FC. Nadien stapte hij het trainersvak in.

## Interlandcarrière
Onder leiding van bondscoach Luis Cubilla maakte Saralegui zijn debuut voor de nationale ploeg op 21 juni 1992 in de vriendschappelijke thuiswedstrijd in Montevideo tegen Australië (2-0). Andere debutanten in dat duel waren Robert Siboldi (Atlas), Alejandro Larrea (Central Español) en Claudio Morena (Racing Club de Montevideo).
In totaal kwam Saralegui 33 keer uit voor zijn vaderland in de periode 1992-1997, en scoorde hij zes keer voor zijn vaderland. Hij speelde zijn 33ste en laatste interland op 16 november 1997, toen Uruguay met 5-3 won van Ecuador in de kwalificatie voor het WK voetbal 1998 in Frankrijk. Ook voor Carlos Alberto Aguilera (64ste) en Guillermo Sanguineti (20ste) betekende dat duel hun laatste interland voor hun vaderland.
| Interlanddoelpunten | Interlanddoelpunten | Interlanddoelpunten | Interlanddoelpunten | Interlanddoelpunten | Interlanddoelpunten | Interlanddoelpunten | Interlanddoelpunten |
| #                   | Datum               | Locatie             | Wedstrijd           | Goal(s)             | Score               | Uitslag             | Wedstrijd           |
| ------------------- | ------------------- | ------------------- | ------------------- | ------------------- | ------------------- | ------------------- | ------------------- |
| 1                   | 19/06/1993          | Ambato              | Uruguay – Venezuela | 23'                 | 1 – 1               | 2 – 2               | Copa América        |
| 2                   | 26/06/1993          | Guayaquil           | Colombia – Uruguay  | 63'                 | 0 – 1               | 1 – 1               | Copa América        |
| 3                   | 13/07/1995          | Montevideo          | Uruguay – Mexico    | 79'                 | 1 – 1               | 1 – 1               | Copa América        |
| 4                   | 15/06/1997          | Sucre               | Uruguay – Venezuela | 48'                 | 2 – 0               | 2 – 0               | Copa América        |
| 5                   | 16/11/1997          | Montevideo          | Uruguay – Ecuador   | 3'                  | 1 – 1               | 5 – 3               | WK-kwalificatie     |
| 6                   | 16/11/1997          | Montevideo          | Uruguay – Ecuador   | 12'                 | 2 – 1               | 5 – 3               | WK-kwalificatie     |

## Erelijst
Club Nacional
- Uruguayaans landskampioen

1992, 2001
 Torino
- Coppa Italia

1993
 Uruguay
- Copa América

1995